# Krzysztof od św. Katarzyny
Krzysztof od św. Katarzyny (ur. 25 lipca 1638 w Méridzie, zm. 24 lipca 1690 w Kordobie) – hiszpański duchowny katolicki, założyciel zgromadzenia Braci Szpitalnych Jezusa Nazarejskiego (Zgromadzenie Franciszkanów i Franciszkanek Szpitalnych Jezusa Nazarejskiego), błogosławiony Kościoła katolickiego.

## Życiorys
Cristóbal López de Valladolid był jednym z czworga dzieci swoich rodziców. Został wyświęcony na kapłana, a potem został mianowany na kapelana wojskowego. Założył zgromadzenie Braci Szpitalnych Jezusa Nazarejskiego.
Zmarł w wieku 52 lat.
Jego proces beatyfikacyjny rozpoczął się za czasów pontyfikatu papieża Klemensa XIV 27 czerwca 1770. W wyniku XIX-wiecznej rewolucji w Hiszpanii i wojny napoleońskiej proces został wstrzymany do 27 października 1995, kiedy został ponownie wznowiony. W 2000 złożono tzw. Positio wymagane w dalszej procedurze beatyfikacyjnej. 
28 czerwca 2012 papież Benedykt XVI podpisał dekret o heroiczności cnót sługi bożego, zaś 20 grudnia 2012 został podpisany dekret uznający cud za wstawiennictwem, co otworzyło drogę do ogłoszenia jego błogosławionym. Został beatyfikowany w dniu 7 kwietnia 2013 roku przez papieża Franciszka. Uroczystościom beatyfikacyjnym przewodniczył kardynał Angelo Amato.
Bł. Krzysztof jest jednym z patronów Andaluzji.
Jego wspomnienie liturgiczne obchodzone jest w dies natalis (24 lipca).